# 明成社
株式会社明成社（めいせいしゃ）は、日本の出版社。
現在の社長は公式サイトに企業概要ページが存在しないので不明。初代社長は石井公一郎（元ブリヂストンサイクル社長）である。

## 出版方針
皇室、日本文化、時局問題などの出版が多い。
教科書として高等学校地理歴史・日本史Bの『最新日本史』がある。本書が竹島を明確に日本の領土と記述しているとして、2002年に文部科学省の教科書検定を通過した際には、韓国政府から非難された。

## 映像作品の制作
映像作品はドキュメンタリーのみを制作している。台湾と日本の交流史を描いた『新台湾と日本―時を超えた絆』、明仁の即位後20年間の足跡を描いた『平成のご巡幸』等がある。